# Warbringer
Warbringer to amerykańska thrash metalowa grupa założona w 2004 roku, niegdyś zaliczana do grona zespołów tzw. Nowej Fali Thrash Metalu. Obecnie zespół wykształcił swój charakterystyczny styl dzięki czemu konkuruje z kultowymi kapelami założonymi w latach 80'. Ich brzmienie oraz agresywny charakter muzyki stworzyły nową odmianę thrash metalu nazywaną extreme thrash. Twórczość jest inspirowana muzyką amerykańskich i europejskich thrashowych zespołów z lat 80, takich jak Exodus, Kreator, Slayer, Sacrifice.

## Muzycy

### Aktualny skład zespołu
- John Kevill – śpiew
- Adam Carroll – gitara elektryczna (poprzednio perkusja)
- Chase Becker – gitara elektryczna
- Jessie Sanchez – gitara basowa
- Carlos Cruz – perkusja

### Byli członkowie zespołu
- John Laux – gitara elektryczna
- Ben Bennett – gitara basowa
- Nic Ritter – perkusja (zm. czerwiec 2017)
- Emilio Hoschet – gitara elektryczna
- Evan Reiter – perkusja
- Victor – gitara elektryczna
- Ryan Bates – perkusja
- Andy Laux – gitara basowa

## Dyskografia

### Albumy studyjne
- War Without End (2008)
- Waking Into Nightmares (2009)
- Worlds Torn Asunder (2011)
- IV: Empires Collapse (2013)
- Woe to the Vanquished (2017)
- Weapons of Tomorrow (2020)
- Wrath and Ruin (2025)

### Minialbumy
- One By One, The Wicked Fall (2006)

### Dema
- Warbringer Demo (2004)
- Born of the Ruins (2005)